# 예미시 오군레예
예미시 마그달레나 오군레예(독일어: Yemisi Magdalena Ogunleye, 1998년 10월 3일~)는 독일의 육상 선수로 주 종목은 포환던지기이다. 2024년 하계 올림픽에서 여자 포환던지기 금메달을 획득했으며 세계 실내 육상 선수권 대회에서 은메달 1개, 유러피언 게임 은메달 1개, 유럽 육상 선수권 대회 동메달 1개를 획득했다.